# Patrick Cocquyt
Patrick Cocquyt, né le 4 septembre 1960, à Assenede, est un coureur cycliste belge. Il est professionnel de 1982 à 1988.

## Biographie
Patrick Cocquyt devient coureur professionnel en septembre 1982 au sein de la formation belge Safir-Marc-Concorde. Dès ses débuts, il se distingue en remportant une étape ainsi que le classement par points du Tour de Catalogne. L'année suivante, il s'impose sur une étape du Tour d'Aragon. Il se classe notamment huitième de l'Amstel Gold Race. 

## Palmarès
- 1982
  - Circuit du Hainaut
  - Zesbergenprijs Harelbeke
  - 7eb étape du Tour de Catalogne
  - 3e du championnat de Belgique sur route amateurs
- 1983
  - 3eb étape du Tour d'Aragon
  - 2e de la Nokere Koerse
  - 3e du Prix national de clôture
  - 3e du Grand Prix Raf Jonckheere
  - 8e de l'Amstel Gold Race
- 1986
  - Grand Prix de la ville de Zottegem
- 1987
  - 10e de Bordeaux-Paris
- 2000
  - 2e du Circuit du Westhoek
- 2001
  - Circuit du Westhoek
- 2002
  - 2e du Circuit du Westhoek
- 2009
  - 2e du Grand Prix de Vilvorde
- 2010
  - 2e de la Ruddervoorde Koerse
- 2018
  -  Champion du monde de Gran Fondo (55-59 ans)[3]
  -  Champion de Belgique sur route masters C
- 2021
  -  Champion de Belgique sur route masters C
- 2022
  -  Champion de Belgique sur route masters C

## Résultats sur les grands tours

### Tour d'Espagne
1 participation
- 1985 : abandon (6e étape)